# Auriscalpiaceae
Auriscalpiaceae Maas Geest., 1963 è una famiglia di funghi dell'ordine Russulales. Come altre famiglie di Russulales, è stata definita attraverso studi molecolari filogenetici, e pertanto include specie morfologicamente diverse tra loro, come ad esempio "funghi ad aculei" come quelli del genere Auriscalpium ed altri "lamellati" come quelli del genere Lentinellus.

## Generi di Auriscalpiaceae
- Amylonotus
- Artomyces
- Auriscalpium
- Clavicorona
- Dentipratulum
- Lentinellus

## Galleria d'immagini

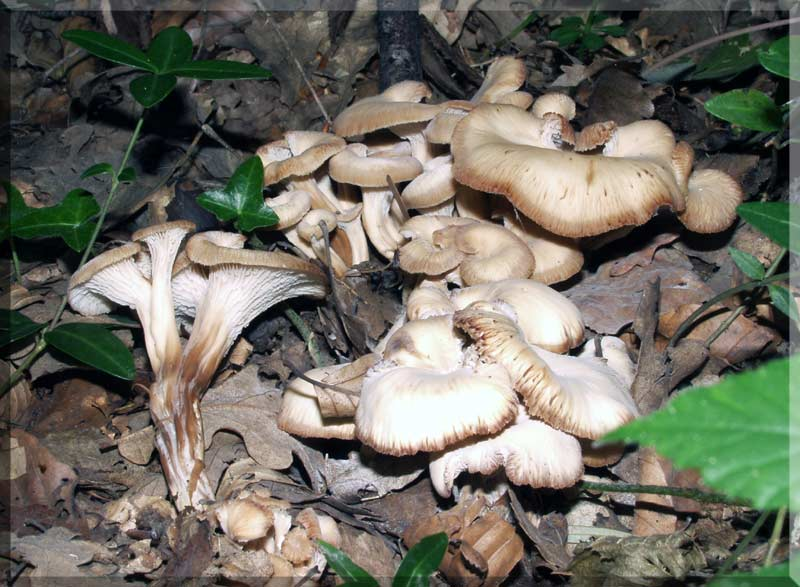
Lentinellus cochleatus